# Vandmølle
En vandmølle er en transducer, som omdanner energien i strømmende vand til mekanisk arbejde. Vandmøller, det vil sige vandkraft, var før dampmaskinen den væsentligste kilde til energi i den ældste industriproduktion. Vandet blev stemmet op og en vandmølle anlagt. Kendetegnende var, at vandkraften blev udnyttet på stedet ved brug af forskellige slags tandhjul og kamaksler af træ og eventuelt remtræk.
I områder med begrænset vandgennemstrømning blev møllernes aktivitet indstillet forår og sommer, for at vandet kunne anvendes til landbrugs- og græsningsformål. De blev kaldt græsmøller eller vintermøller.
Senere indså man, at vandmøllen kunne bruges i andre sammenhænge (fabrikker), og vandhjul blev installerede som trækkraft ved mange forskellige maskiner, fx til knusning af malm, slibesten, smedehamre og savemaskiner.

## Vandmølletyper
Vandmøller findes i to udgaver:
- horisontalmøllen, hvor vandhjulet drejer vandret om en lodret akse også kaldet en skvatmølle. En lille decentral mølletype, som i Danmark blev forbudt i 1639 og 1683, og derefter kun kendes på Bornholm.
- vertikalmøllen, hvor vandhjulet drejer lodret om en vandret akse.
Bortset fra udnyttelsen af de naturlige vandstrømme, virker de to møller på forskellig måde: Ved størrelse, placering og teknisk indretning.

### Horisontalmølle
Horisontalmøllen (også kaldet "skvatmølle") bestod af en lodret akse, for neden forsynet med en krans af skråtstillede skovle. Møllen virkede af den energi, som det faldende vand påførte skovlene og derved puffede dem og hjulet rundt i vandret retning. Denne mølle kunne klare sig med selv små vandmængder, når blot de havde den fornødne bevægelsesenergi. Hverken kravene til mængde eller fald var store, hvorfor sådanne møller kunne placeres selv ved kilder. Horisontalmøllen synes fra begyndelsen at have været udnyttet alene til kornformaling, idet møllekværnen placeredes over møllehjulet. Den nedre kværnsten sad fastspændt og rørte sig ikke, den øvre kværnsten var derimod fæstnet til den roterende akse og drejede rundt sammen med den. Hele arrangementet måtte i sagens natur bygges hen over den vandstrøm, der forsynede møllen med energi.

### Vertikalmøller
Vertikalmøllen var mere sammensat i sin opbygning, idet den måtte forsynes med et mere sammensat system af hjul og akser. Vertikalmøllen virkede oprindelig ligeledes ved vandstrålens tryk på blade, men disse udvikledes med tiden til skovle. Møllen virkede således i kraft af vandets vægtfylde og tyngdekraften, idet den var forsynet med vandskovle, som opsamlede vandet. Vand skulle påføres et stykke oppe i hjulet og derefter tvinge hjulet til at dreje i kraft af af den påførte vægt i de fyldte vandskovle for derefter i omtrent laveste stilling atter at lade skovlene afgive vandet. Et egnet arrangement findes kun få steder i naturen og denne mølletype blev derfor ofte ledsaget af vandopstemning i en møllesø (eventuelt stigbord) og en højtliggende vandkanal eller rende, der kunne sikre vandets påførsel på møllehjulets skovle så højt som muligt. Man skelner efter denne påførselshøjde mellem henholdsvis overfaldshjul, brystfaldshjul og underfaldshjul. Kravene til vandmængderne var væsentligt større end ved skvatmøllen, en vejledende vandmængde var omkring ¾ m3/sek. for et enkelt overfaldshjul. Kunne der præsteres mere, kunne der også være flere møllehjul. Virkningsgraden af et overfaldshjul var 60-80%, af et underfaldshjul kun 20-30%. Møllehjulet i vertikalmøllen var ofte ret stort, 2–3 m i diameter. Det kunne udformes på flere måder: fastgjort i midten og da ofte udformet med blade, med sidestøtter for bladene eller som egentlige skovle.
Vertikalmøller kan underinddeles efter deres beliggenhed i landskabet og dermed deres tekniske indretning.
En "dalsømølle" er en vandmølle beliggende i en ådal, idet der anlægges en dæmning tværs over ådalen, hvorved der skabes en kunstig møllesø, der både sikrer en opsamlet vandmængde til vandmøllens drift og en større faldhøjde for vandet. Vandet vil blive tilføjet næsten øverst på vandhjulet og vil i kraft af sin vægt bevirke, at vandhjulet drejer i den retning, vandet tynger. Når det når ned i nærheden af hjulets laveste punkt, vil vandet blive tømt ud. Hvis der ikke tilføjes samme vandmængde til den opstemte møllesø, som der bruges til møllens drift, vil vandstanden i møllesøen falde, og dermed også vandhjulets effekt. Dalsømøller kan undertiden have flere vandhjul, hvis der i perioder er vand nok til det, ellers kan vandhjulene køre i dagtimerne eller kun med det ene i døgndrift, og i perioder med svag vandtilførsel må vandhjulet hvile om natten, mens vand stemmes op i møllesøen.
I nogle tilfælde opstemmes der dårligt nok en møllesø. Dette kan være tilfældet fx i en forholdsvis snæver dal med et ret stort, naturligt fald. I sådanne tilfælde tales om en å-sø.
En "kildemølle" kan forekomme i områder, hvor grundvandsstanden ligger over dalens bund og begynder at pible frem højt oppe på dalsiden. I sådanne tilfælde kan vandet blive samlet i kanaler, der følger højdekurven indtil det sted, hvor der er vand nok og tilstrækkeligt fald til drift af en vandmølle. På dette sted bygges en vandrende ud vinkelret på højdekurverne og vil undertiden kunne drive endog store overfaldshjul. Det største overfaldshjul, der kendes af denne type i Danmark, Hesle mølle, havde en diameter på 9,60 m.
Parallelløb anvendes i områder med store nedbørsmængder. Hvor vandmængden overskrider behovet for møllens drift, ledes det overskydende vand uden om møllen gennem et friløb, der kan være det oprindelige åløb. Vandstrømmen gennem friløbet reguleres ved hjælp af et stigbord ved den øverste deling.
En "underfaldsmølle" eller "strømmølle" er en vandmølle, hvor vandstrømmen kun skubber hjulskovlene. Udnyttelsesgraden af vandkraften er kun 20-30%. Strømhjul anvendes kun, hvis opstemning af vand er umulig, det vil sige i fladt terræn. Underfaldshjul anvendes i Danmark altid, hvis faldet er under 1,5 m.
En "overfaldsmølle" er en vandmølle, hvor vandet ledes i en vandrende ind over hjulet til lidt forbi dets højeste punkt og her falder ned på skovlene, der fyldes med vandet. Kombinationen af presset fra vandstrålen og tyngden af vandet i skovlene får hjulet til at dreje ca. 120 grader (det vil sige en tredjedel af en fuld rundtur), hvorefter det falder ud. Udnyttelsesgraden af vandkraften er 60-80%. Man regner med ¾ m³/sek. Overfaldshjul anvendes altid, hvis faldet er over 3 m.
En "brystfaldsmølle" er en vandmølle, hvor vandet falder over hjulets akse, mens en "rygfaldsmølle" er en vandmølle, hvor vandet falder under hjulets akse. Virkningsgraden forøges, hvis der anvendes såkaldte ledeskovle (også kaldet kulissetilløb). Brystfaldshjul med ledeskovle kan opnå en udnyttelsesgrad på 65-70%, mens rygfaldshjul med ledeskovle kan opnå en udnyttelsesgrad på 80%.
Både for overfaldsmøller og for brystfaldsmøller gælder, at vandtilførslen sker gennem en vandrende. Hvis vandmængden er relativt stor men faldet relativt lille, kun omkring 2 m, kan vandrende og møllehjul gøres bredere, hvorved møllehjulet kan blive næsten lige så bredt som det er højt. I så tilfælde tales om et tromlehjul.

### Vandmølletype og landskab
En undersøgelse af mølletyper og landskabsforhold viser følgende sammenhænge: 
| Type                                       | Landskabelige forhold     | Landskabstype                     | Sted i Danmark    |
| ------------------------------------------ | ------------------------- | --------------------------------- | ----------------- |
| Overfaldsmølle med møllesø                 | Lille vandløb, stort fald | Morænelandskab eller bakkeøskrænt | Øerne, Østjylland |
| Overfaldsmølle med lang rende              | Lille vandløb, lille fald | Bakkeø                            | Vestjylland       |
| Underfaldsmølle med å-sø eller parallelløb | Stort vandløb, lille fald | Hedeslette                        | Vestjylland       |
| Brystfaldsmølle med å-sø eller parallelløb | Stort vandløb, stort fald | Hedeslette                        | Vestjylland       |

## Historie
Vandhjulenes oprindelse fortaber sig i det ukendte. Sandsynligvis er opfindelsen gjort flere steder, dels i det østlige Middelhav, dels i Sydøstasien. Den ældste kendte er Perachora i Grækenland, der dateres til ca. 300 f.Kr. I et græsk epigram af digteren Antipater fra Thessaloniki fra omkring 85 f.Kr. siges til slavinderne, der har arbejdet med mølleri, at de kan holde op med det, for Demeter har befalet nymferne at overtage arbejdet.
Den græske geograf Strabo skriver som en af de første om en vandmølle i forbindelse med kongen af Pontos' palads. Der var ingen gear i de tidligste møller, men romerske ingeniører byggede vandmøller med gearing, og den romerske arkitekt og ingeniør Vitruvius beskriver disse typer.
Vandmøllerne bredte sig fra Romerriget til det øvrige Europa i den tidlige middelalder, og især munkene var med til at udbrede kendskabet til denne teknologi, der kom til Norden i 1100–tallet. I Sverige anlagde man en vandmølle ved Örebro i perioden 1182-1202. Cistercienserklostret på Hovedøya ved Oslo fik i 1209 af pave Innocens 3. en bekræftelse på klosterets gårde, møller og fiskerier.

### Vikingetid
De ældste spor efter vandmøller i Danmark er et padleblad fra Omgård dateret til år 917 og stangen til et padleblad dateret allerede til år 790. Desuden har man fundet resterne af et mølletrug, som møllehjulet havde drejet i, ved Ljørring nær Aulum (omtrent midt mellem Herning og Holstebro), der var fastgjort til engbunden med tilspidsede pæle der er dateret til år 960 og år 920. Endelig har man ved Munkehaver, en eng nordvest for Nørre Vosborg fundet en tværplanke, der på grund af sin form formodes at stamme fra en vandmølle, og som dateres til år 665. Møllerne i Omgård og Ljørring formodes at have været strømhjulsmøller, hvor padleblade har været monteret på møllehjulet og stak direkte ned i et mølletrug eller en vandrende, som vandet strømmede igennem og pressede møllehjulet rundt.

### Middelalderen (1050-1536)
De to tidligste skriftlige omtaler i Norden stammer fra Skåne: 1131 fra Vittskövle og 1133 fra Värpinge. På Sjælland omtales en vandmølle i Næstved i 1135. I 1148 lod Svend Grathe oprette Havemølle ved Ringsted. Møllerne ved Voer og Munke Mølle ved Odense å opnåede kongeligt privilegium, for Munke Mølles vedkommende bestemte kong Valdemar i 1175, at borgerne i Odense skulle lade deres korn formale på denne mølle. I 1242 kom Sankt Knuds Kloster i besiddelse af Ejby mølle, samt af fiskeriet mellem de to vandmøller. Overhovedet gælder det, at danske købstæder fik vandmøller i selve byen eller i dens nærhed, fx fik Ribe i 1255 sin første mølle, opført af kongen og i tilknytning til Riberhus.  Vejle havde en mølle, som Valdemar Atterdag (1340-75) erhvervede i 1354; Kolding havde en mølle i hvert fald fra 1452;  mens Varde havde en vandmølle fra 1537 til 1652.
I Jyske Lov 1. bog kapitel 57 blev bestemt, at man ved oprettelse af en ny mølle måtte sikre sig, at den ikke skadede de allerede eksisterende vandmøller med bagvand.
Vandkraften fik hurtigt økonomisk betydning. I forbindelse med adelens fremvækst i 1100-tallet og denne stands stadigt voksende jordbesiddelser, blev det en stor indkomstkilde for herremændene at besidde vandkraften og tvinge bønderne til at male sit korn på udvalgte steder. Også kirken og kongemagten havde egne interesser i møllepligt. Udnyttelsen af naturens kræfter blev i middelalderen nærmest en samfundspligt, og reguleret i landskabslovene. Om Valdemar Atterdag siges det, at han i 1356 lod nedsætte en slags landbrugskommission på 12 herremænd, abbeder og væbnere med bisp Henrik Gertsen af Roskilde som formand, for at tage sig af de møller, som kongen kort forinden havde ladet bygge, og i 1357, at han "hørte ikke op med at bygge møller" ... "thi han villle ikke tillade, at vandene løb ud i havet uden, at de forinden havde tjent samfundet til nytte". "Og derfor stemmede han vandet på mange steder, og han lod med store udgifter lave stemmeværker for vandet, for at ikke mølledammene under voldsomt uvejr eller tøbrud skulle ødelægges ved, at vandet brød ud og ødelagde grave og dæmninger, som på dansk kaldes "damme". Vandets vælde var dog på nogle steder stærkest".
Ligeledes i 1300-tallet omtales flere adelige møller. Således omtales Bjerne mølle under Rønninge Søgård i 1326, Voltemølle, samt Ågårds møllested (åbenbart øde) under Nielstrup hovedgård i 1372 og Tange mølle under Tange hovedgård i 1376.
I løbet af 1400-tallet begyndte flere herremænd at bygge vandmøller, og for at dække omkostningerne ved deres opførelse, skulle møllerne ikke kun male herremandens eget korn, men også bøndernes korn; og disse skulle så betale for denne tjeneste til mølleren, der igen betalte en afgift til herremanden. Fra denne tid kendes Næsbyhoved mølle under Næsbyhoved gods, der skulle betjene 260 gårde. Odense bispegårds gods omfattede 290 gårde og havde 7 møller. Iversnæs gods omfattede omkring 250 gårde og 4 møller. Eggert Frille opbyggede et godskompleks omfattende omkring 120 og med 3 møller, og efter hans død indtraf en skarp strid om en af disse, Ringe mølle. Stridighederne kulminerede, da Predbjørn Podebusk i 1494 lod møllen afbrænde.
Men samtidig fortsatte kongen med at opføre vandmøller, og også dronning Dorothea lod opføre slotsmøllen ved Koldinghus. Senere overtog kongen selv Koldinghus, og skaffede sig efterfølgende ved en række mageskifter store landområder, der indgik i et jagtdistrikt i Anst, Brust, Elbo, Holmans og Jerslev herreder. I forbindelse hermed nævnes en række vandmøller, og det er muligt, at det var efter disse mageskifter, der fik kongen til at forbyde skvatmøller og kræve dem nedlagt.

### Renæssancen (1536-1660)
I 1589 foretog biskop Jacob Madsen en visitatsrejse, hvori han også gjorde notater om møller. For Fyn og Tåsinge optalte han i alt 194 møller, hvoraf 172 var vandmøller og kun 22 var vindmøller, men da der ingen oplysninger findes for omkring en tredjedel af alle sogne, har antallet sikkert været større. 16 møller betegnes "kvakmøller", og yderligere 89 havde kun en kværn. Kun én mølle, i Bramstrup, havde tre kværne. Desuden nævnes en enkelt hestemølle.
Godserne forsøgte at udnytte deres privilegier. Således fik lensmanden på Hagenskov slot, Erik Hardenberg, i 1599 kronens bønder i Båg herred dømt til at få deres korn malet på Hagenskov mølle.
Den 1. november 1571 udstedte Frederik 2. en forordning om mølletvang til Kolding slotsmølle, og ved skrivelse af 20. januar 1588 blev skvatmøller forbudt på godsets område. I forordning af 16. februar 1617 bestemmes det, at kronens tjenere skal søge kronens møller. En udvidelse af dette forbud til hele landet skete med forordningen om skvatmøllers nedlæggelse af 8. juni 1639, og gentaget i recessen af 27. februar 1643, der er en gentagelse af bestemmelserne i forordningen af 1617 og i forordningen af 1639, og senere i Danske Lov. Men allerede omkring år 1600 ser det ud til, at de fleste skvatmøller var blevet nedlagt, og kornformalingen overtaget af de større møller, der efter reformationen overvejende var ejet af kongen eller af adelen, som havde overtaget kirtens tidligere møller.
Både Torstensonkrigen i 1543 og svenskekrigene 1657-1660 medførte, at et stort antal vandmøller blev ødelagte. Det synes, som om svenskerne næsten systematisk afbrændte møller, og deres hærgninger ramte ikke mindst det sydlige Nørrejylland: således Breininge mølle, Brøndsted mølle, Børkop mølle, Borremølle, Dalby mølle, Egum mølle, Erresø mølle, Follerup mølle, Gammelby mølle, Gudsø mølle, Højrup stampemølle, Jullingsholm mølle, Kolding slotsmølle, Lille mølle, Nebbegaards mølle, Vester Nebel mølle, Stenvad mølle, Stubdrup mølle, Vigsted mølle, Alslev mølle, Drabæk mølle, Hulkær mølle, Endrupholms mølle, Holsted mølle, Hundsbæk mølle, Lindbjerg mølle, Lydum mølle, Nørholm mølle, Rolles mølle, Sønderskov mølle, Nielsbygaard mølle, Vamdrup mølle, Ølluf mølle. 23 af de 35 møller tilhørte kongen og lå på det kongelige gods i tilknytning til Koldinghus. De fleste blev genopført, men 5 af dem (Breininge mølle, Lille mølle, Holsted mølle, Hundsbæk mølle og Olluf mølle) forblev øde.

### Den ældre enevælde (1660-1720)
Frem til 1660 fik Kronen kun landgilde fra de kongelige møller, samt skat fra selvejede møller. Ifølge brev af 24. november 1568 gav møllere og selvejerbønder 3 daler i skat. Efter enevældens indførelse blev der i 1661 igangsat en matrikulering, der blev afsluttet i 1664. Landgilden, der også omfattede møllernes landgilde, blev omregnet til hartkorn. På grund af klager og påviselige fejl blev en ny matrikel igangsat i 1681. Ved den nye matrikulering blev ejendommenes jorder opmålt og deres bonitet takseret. Vedrørende møllerne udstedte Rentekammeret en instruks af 16. april 1681 til de sjællandske landmålere og skrivere, hvori det i § 10 hedder:
"I skulle og ikke forbigå at specificere alle møller, som findes, hvad heller de ere vand- eller vejrmøller, og ved hver vandmølle efterforske:
1. om de kan bruges vinter og sommer,
2. hvor mange kværne hver haver og hvor mange hjul, den drives med,
3. om dens vand samles og ledes med bekostning til møllen eller og det af naturen har et højt og stærkt fald til møllen,
4. hvilke der ere græs-møller og skvat-møller.
På samme måde skulle I og erkyndige Eder om vejrmøllerne efter deres beskaffenhed, så vi om alle slags møller, som om anden ejendom, kunne have fornøden videnskab."
En tilsvarende instruks blev givet til de jyske landmålere, dateret 24. marts 1683, dog med den tilføjelse, at det ligeledes skulle undersøges, hvor stort et område møllerne betjener, og om de "på grund af mangel på andre møller i egnen kan have god søgning."
Ved ansættelse af mølleskylds hartkorn blev der taget hensyn til, hvor mange møllegæster en mølle havde, og til tilgangen på vand til driften. Derved afspejler hartkornet tillige møllernes oplande, betydning og deres geografiske forudsætninger. Ved omregning af møllelandgilden til hartkorn regnedes 2 tønder mel lig 1 tønde hartkorn. Ved matriklen af 1688 blev der for første gang skelnet mellem mølleskyld og ager og engs hartkorn. Møllere, der selv bekostede vedligeholdelsen, fik deres mølleskyld nedsat til det halve for at kompensere for deres udgifter hertil. Benævnelsen "græsmølle" angav, at møllen ikke kunne male mellem 1. maj og høstens afslutning.
I kong Christian 5.s Danske Lov af 1683 omhandlede kapitel 11 "Om Møller og Vand" blandt andet regler for oprettelse og drift:
1. Mand maa ej giøre Mølle af ny, uden mand haver Dam og Damstæd, og saa at Vandet flyder ej paa anden Mands Eng, eller Ager, og spilder ej med Bagflod de gamle Møller, der af Alders Tid været have. Vorder Mølle giort uden Forbud og alle Mænds Paaklage, og fanger den, der bygte, tyve Aars Hævd derpaa uden Klage, da bør hand at nyde Flod og Flodstæd, Dam og Damstæd og Damsbond. Talis derpaa, før Møllen vorder giort, da skulle Synsmænd tilvisis at besigtige hvad heller hand flyder paa sit eget, eller paa anden Mands Jord.
2. Hvo som haver Vinter- eller Græs-Mølle, hand skal optage Stiebordet den første Maji, og ej sette det neder igien, før end alt Høe og Korn er inde af den Stæd, eller derhos, saavit Vandet kand Skade giøre; Hand maa og ikke lade Vandet flyde paa Landevej, eller hans Naboers Skovvej, eller Kirkevej, uden deris Minde.
3. Kongens Tienere skulle søge de Kongens Møller, som de af Alders Tid pleje, og til den Ende skulle Amptmændene have god Indseende, at Møllerne vel ved Magt holdis, og at med Maalen og Møllers Toldkar tilbørligen omgaais, saa Bønderne ikke have billig Aarsag til at klage.
4. Bøndernis Sqvatmøller, som ere paa een Miil nær rette Landgieldsmøller, som holdis ved Magt, og noksom kand Bøndernis Maalning forrestaa, skal afskaffis; Dog de Sqvatmøller undtagne, som der af Alders Tid haver gaaet Landgielde af, og i Sødskinde Skifte, eller andre Skifter, ere gangne paa Lod, og bevisis at regnis for Landgielde.
5. Ej heller maa nogen Bonde, som haver Huus og Gaard, nogen Vejer- eller Heste-Mølle af ny lade opbygge paa nogen Stæd, hvor Landgieldsmøller Maalningen beqvemmelig kunde forrestaa.
6. Mand maa ej nogen til Skade fælde Vand fra sit sædvanlige Løb, som det af Alders Tid løbet haver, og ej fra anden Mands Fiskedamme, og ej fra anden Mands Jord.
7. Hvo som fælder Vand af sit sædvanlige Løb og Rende andre til Skade, hand skal stævne det til igien inden femten Dage, og bøde alle Ejere tre Lod Sølv; Men spilder mand andens Mølledam, eller Fiskedam, og det lovligen bevisis, da betale hand Skaden og bøde trediesindstyve Lod Sølv.
8. Om ny Fiskedamme er samme Lov som om ny Møller.
9. Stemmer mand Mølledam, eller andet Vand, højere end lovligt er, og det siden udbryder og giør Skade paa andris Møller, eller Dæmninger, da bør hand at betale Skaden efter Uvillige Mænds Sigelse.

### Den yngre enevælde (1720-1825)
Tiden mellem 1700 og 1825 kendetegnes ved, at antallet af vandmøller var nærmest uforandret. Samtidig var det imidlertid en periode, hvor vilkårene for vandmøllerne forbedredes, hvilket blandt andet gav sig udtryk i voksende priser på møller. En medvirkende årsag hertil synes at være, at mange møller i forbindelse med salg af rytterdistrikter overgik til selveje. Dette gælder fx 42 møller på Koldinghus Rytterdistrikt. Desuden har det sikkert spillet ind, at regeringen ved forordninger af 29. december 1758, 28. december 1759 og 8. marts 1760 befalede stift- og amtmænd at sørge for, at vandløbene blev oprensede.
I 1802 fandtes i hele kongeriget (uden hertugdømmerne) 855 vandmøller og 630 vindmøller.

### Forbedringer af vandmølledriften (1825-1862)
Den 3. juni 1825 trådte en ny forordning i kraft, hvorved der blev åbnet mulighed for at forbedre eksisterende møller, og for at opføre nye grunmøller og melmøller; dog kun, hvis der ikke fandtes en melmølle indenfor 1 mils afstand af stedet for den nye mølle, eller hvis eksisterende mølleejere i den for denne afstand gav deres samtykke, eller hvis der af andre grunde var "mølletrang". Forordningen bevirkede kun få nye møller, men til gengæld skete der omfattende forbedringer af eksisterende møller.

### Omkring møllefrihedens indførelse (1862-1900)
Den 1. januar 1862 trådte en ny lov af 14. april 1852 i kraft, hvorved møllenæringen blev gjort til en fri næring. Den nye lovs ikrafttræden medførte, at der hurtigt blev opført en række nye både vandmøller og vindmøller. Fremgangen fortsatte til hen imod århundredets afslutning, men fra 1897 til 1906 faldt antallet af møller med 225 fra 2.860 til 2.635. Udviklingen ved århundredeskiftet hang ikke mindst sammen med fremkomsten af husmøller og vindmotorer på landet.

## Nutiden
Ved Mølleåen Nord for København ses stadig en række vandmøller som Lyngby Nordre Mølle og Lyngby Søndre Mølle ved Lyngby Hovedgade. Også i Kongens Lyngby på Frilandsmuseet findes flere forskellige vandmøller.
Tadre Mølle i Elverdamsdalen er en af de få tilbageværende vandmøller, der kan ses i funktion på sin oprindelige plads, hvor der i dag er indrettet et kulturhistorisk museum med en arbejdende møllegård fra 1800-tallet.